# Spizocorys fringillaris
Spizocorys fringillaris là một loài chim trong họ Alaudidae.